# Aphanipathes puertoricoensis
Aphanipathes puertoricoensis — вид коралових поліпів родини Aphanipathidae ряду антипатарій (Antipatharia). Описаний у 2023 році.

## Поширення
Вид поширений у Карибському морі. Зібраний дистанційно керованим підводним апаратом на глибині 357 м у підводному каньйоні Гваянілья біля узбережжя Пуерто-Рико.

## Опис
Висока малорозгалужена колонія з двома, рідше трьома рядами гілок. Стебло до 20 см заввишки, гілки першого порядку понад 1 м завдовжки, дистально злегка зігнуті або закручені, розташовані нерівномірно навколо стебла; гілки другого порядку короткі та розріджені; гілки третього порядку рідко бувають. Кути дистальних гілок зазвичай близькі до 90°. Колючки утворюють чіткий візерунок quincunx із шістьма осьовими рядами колючок. Поліпарні колючки заввишки до 0,5 мм мають від 20 до 40 або більше дрібних конічних горбків, видимих збоку, які простягаються від кінчика на півдорозі до основи. Абполярні колючки заввишки до 0,32 мм мають від 10 до 20 невеликих конічних горбків, видимих збоку, які простягаються від кінчика на півдорозі до основи. Колючки розташовані на відстані 0,47-0,57 мм один від одного з трьома шипами на мм у кожному ряду. Поліпи діаметром 1,1-1,6 мм, розташовані в один ряд, з 6-8 поліпами на сантиметр.